# Hemilienardia apiculata
Hemilienardia apiculata is een slakkensoort uit de familie van de Raphitomidae. De wetenschappelijke naam van de soort is voor het eerst geldig gepubliceerd in 1864 door Montrouzier in Souverbie & Montrouzier.